# کاراسکسا د لا سیرا
کاراسکسا د لا سیرا (به اسپانیایی: Carrascosa de la Sierra) یک دهستان در اسپانیا است که در سریا واقع شده‌است.

## خصوصیات
کاراسکسا د لا سیرا ۱۲ کیلومترمربع مساحت و ۱۳ نفر جمعیت دارد.